# エクストリームE
エクストリームE（英語: Extreme E）は国際自動車連盟（FIA）公認の電動SUV型バギーによる国際オフロードレースシリーズ。「地球環境の保護に役立つEVの市場浸透を促進する」をビジョンに掲げ、主にアマゾンの熱帯雨林や北極圏などといった極地でレースが開催される。2021年4月開始、2024年終了。

## 概要
2019年、アレハンドロ・アガグと元レーシングドライバーのジル・ド・フェランが共同で設立した。環境意識への訴求のため、気候変動の影響が見られる砂漠・海洋・熱帯雨林・氷河・北極圏などの極地を舞台にレースが行われる。環境への影響を鑑みて現地に観客が立ち入ることはできず、観戦手段はインターネットやTV放送での配信に限られる。
SUV型のバギーカーを使ったオフロードレースであるが、昨今の環境意識への高まりもあって、現役F1王者のルイス・ハミルトンが「X44」、元F1王者でハミルトンの同僚であったニコ・ロズベルグが「RXR（ロズベルグ・エクストリーム・レーシング）」、やはり元F1王者でハミルトンの元同僚ジェンソン・バトンが「JBEX」といった同シリーズ専用チームを作って送り込むなど、サーキットレースのレジェンド達からも注目を集める競技である。
もちろんオフロード界からも、世界ラリー選手権9度の王者セバスチャン・ローブ、ダカール・ラリーやWRCのレジェンドであるカルロス・サインツやナッサー・アルアティヤ、世界ラリークロス選手権王者のヨハン・クリストファーソンやハンセン兄弟、ジムカーナ動画で高い人気を誇るケン・ブロック、女性初のダカール王者ユタ・クラインシュミットなど超大物が揃い踏みしている。またサインツは自らのチーム「サインツXEチーム」も参戦させている。
ワンメイクレースだが、市販車の外観をマシンデザインに転用できることもあり、メーカー系チームとしてマクラーレン、クプラ（アプト・スポーツラインとのジョイント体制）、GMC（チップ・ガナッシ・レーシングとのジョイント体制）が参戦している。
YouTubeで無料でレースのライブ配信が行われているほか、JSPORTSでもハイライト番組が放送されている。
パドックには引退したセントヘレナ号が利用されている。
しかし主催者では、2025年より新たに水素燃料電池を搭載した新車両『パイオニア25』により争われる「エクストリームH」を発足させることを決め、それに伴い本シリーズは2024年限りで終了する方針を発表。さらに2024年9月には、同時点で未開催だったシリーズ残り3戦を無期延期とすることを発表し、最終年のシリーズは事実上途中で打ち切りとなった。

## レギュレーション

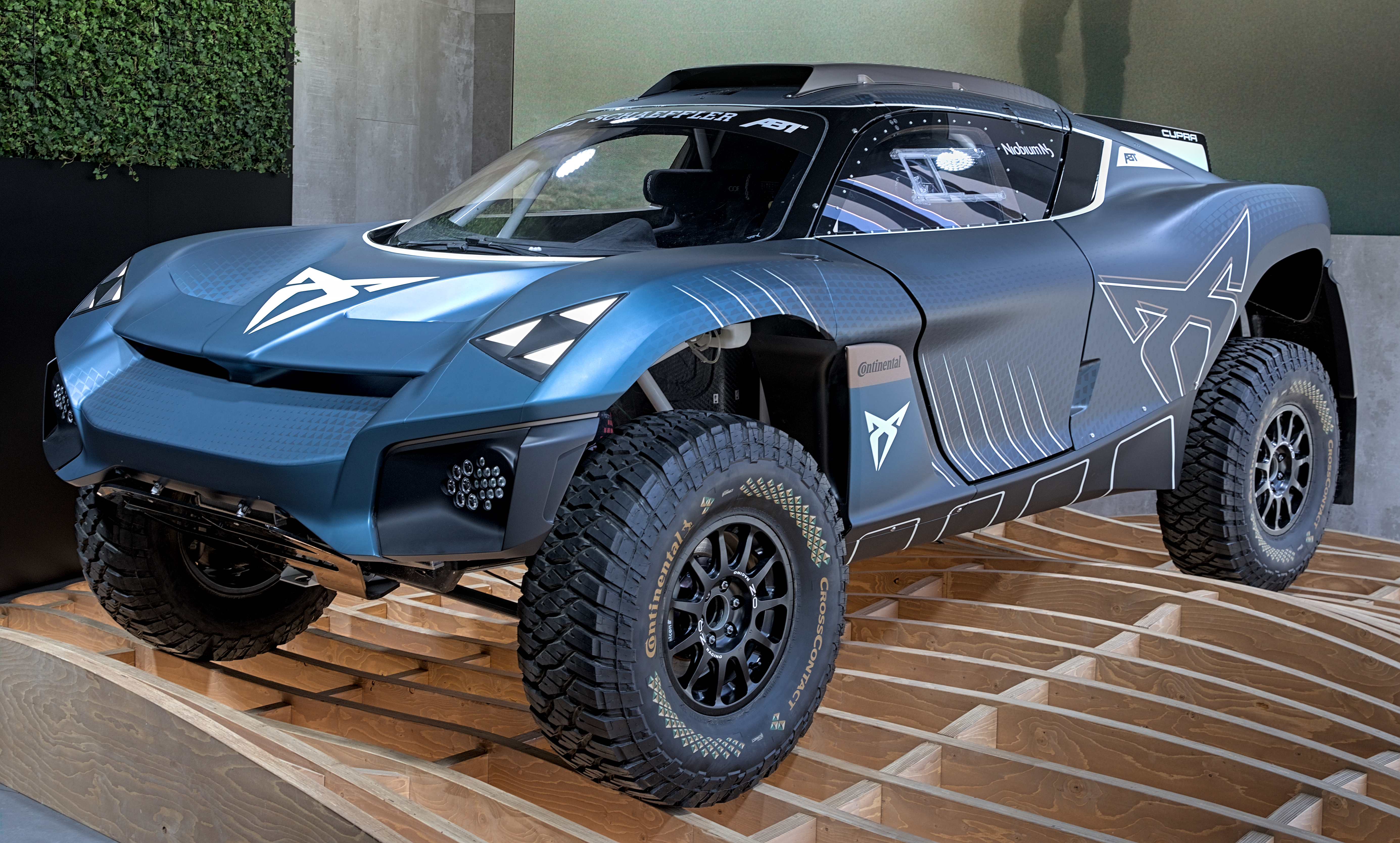
セアトの高性能ブランドである、クプラのデザインしたオデッセイ21

第1世代の車両は、2019年にグッドウッド・フェスティバル・オブ・スピードで公表された『オデッセイ21』がベースとして使われる。シャシーはフォーミュラE用車両も手掛けるスパーク・レーシング・テクノロジーが製作し、バッテリーはウィリアムズ・アドバンスド・エンジニアリング製。ニオブ強化鋼合金による鋼管フレームの四輪駆動車で、車重は1,780kg。モーターの最高出力は400kW（約543PS）で、0-100m加速は130%（52°）勾配でも4.5秒で達する。外観についてはカスタマイズが可能で、自動車メーカー系チームなどは自社のSUVにデザインを似せることが認められている。37インチにも及ぶ大きさのタイヤは、シリーズの創設パートナーでもあるコンチネンタルのワンメイク供給となる。
男女平等の観点から各チームが起用するドライバーは男女ペアの形が義務付けられており、レースが残り半分になった地点でスイッチゾーンへ向かいドライバー交代を行う。イベントにより男性と女性の走る順番が違う。
また、レース環境との関係で参戦する各チームが個別にリザーブドライバーを用意するのが難しいことを背景に、レースコース設計のアドバイザー兼リザーブドライバーを務める「ジョーカードライバー」を主催者側が用意する。初年度はジョーカードライバーに当初ティモ・シャイダー/ユタ・クラインシュミットの2名が起用されたが、クラインシュミットの現役復帰に伴いタマラ・モリナーロが後を継いだ。

## チャンピオン
| 年   | チーム    | ドライバー                 | ドライバー                             |
| 年   | チーム    | 男性                       | 女性                                   |
| ---- | --------- | -------------------------- | -------------------------------------- |
| 2021 | RXR       | ヨハン・クリストファーソン | モリー・テイラー                       |
| 2022 | チームX44 | セバスチャン・ローブ       | クリスティーナ・グティエレス・エレーロ |
| 2023 | RXR       | ヨハン・クリストファーソン | ミカエラ・オーリン＝コツリンスキー     |